# لويد جي. ديفيز
لويد جي. ديفيز (بالإنجليزية: Lloyd G. Davies)‏ هو سياسي أمريكي، ولد في 14 يوليو 1914، وتوفي في 26 سبتمبر 1957 بسبب ذات الرئة.

## وصلات خارجية
- لويد جي. ديفيز على موقع IMDb (الإنجليزية)